# Tiên quân chính trị
Songun hay Son'gun (tiếng Hàn: 선군), Tiên Quân hay Tiên Quân chính trị là chính sách "quân sự trước tiên" của Bắc Triều Tiên, ưu tiên Quân đội Nhân dân Triều Tiên trong các công việc của nhà nước và phân bổ nguồn lực. "Tiên Quân" là nguyên tắc chỉ đạo đời sống chính trị và kinh tế ở Bắc Triều Tiên, với "Tiên Quân chính trị" thống trị hệ thống chính trị; "một đường lối xây dựng kinh tế Tiên Quân" đóng vai trò là hệ thống kinh tế; và "ý thức hệ Tiên Quân" đóng vai trò là ý thức hệ chỉ đạo.
Songun nâng cao vị thế của Quân đội Nhân dân Triều Tiên tại CHDCND Triều Tiên, trao cho quân đội vị trí quan trọng bậc nhất trong chính quyền và xã hội CHDCND Triều Tiên. Songun chỉ dẫn chính sách đối nội và đối ngoại của đất nước ấy bây giờ. Nó là khuôn khổ cho chính phủ, chỉ định quân đội là "kho lưu trữ quyền lực tối cao". Chính phủ trao cho Quân đội Nhân dân Triều Tiên ưu tiên phân bổ kinh tế và tài nguyên cao nhất và định vị nó là mô hình để xã hội noi theo. Songun đại diện cho khái niệm tư tưởng đằng sau sự thay đổi trong các chính sách kể từ năm 1994, nhấn mạnh quân đội nhân dân hơn tất cả các khía cạnh khác của nhà nước và xã hội.

## Lịch sử

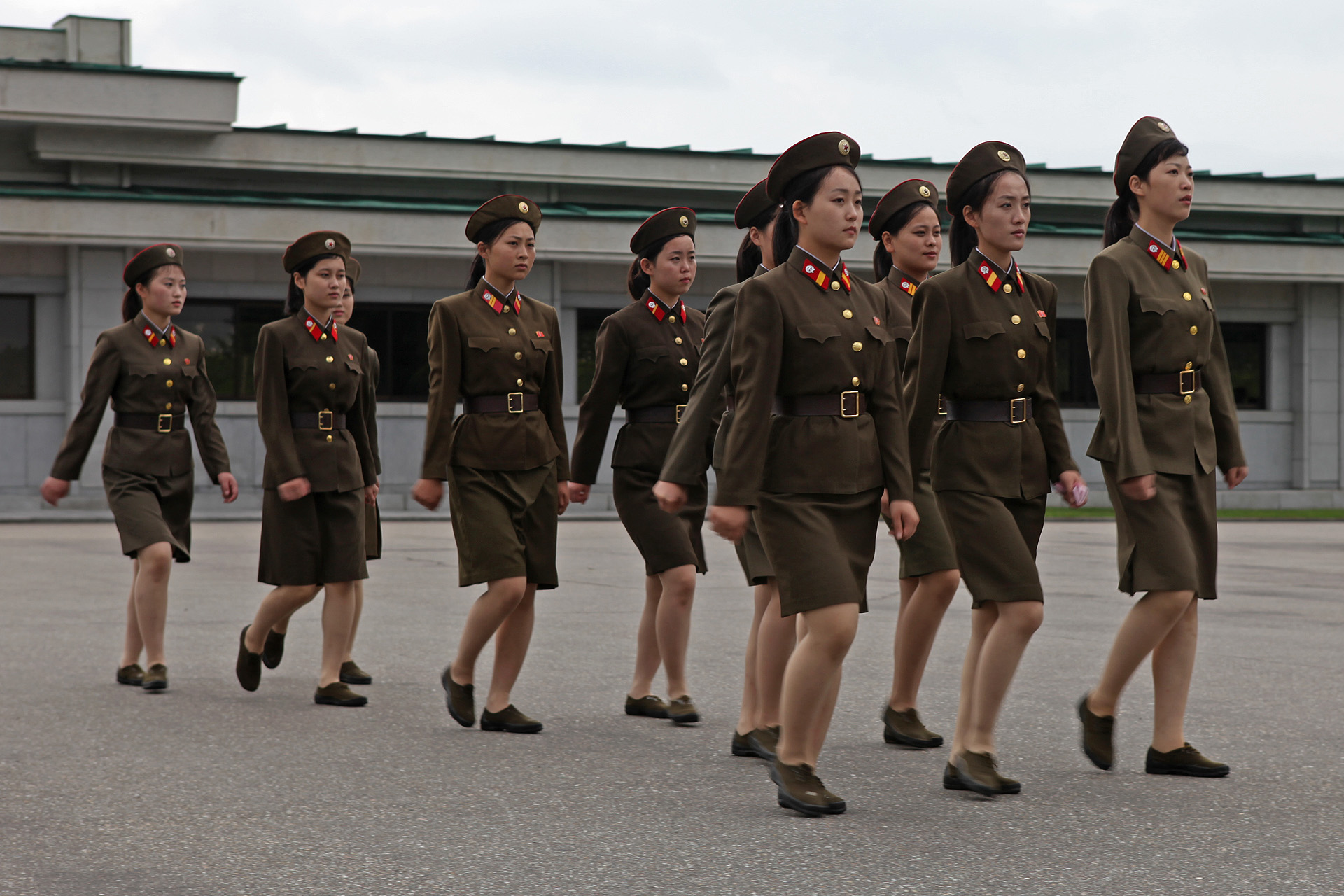
Nữ quân nhân Triều Tiên

Nguồn gốc của Songun có thể bắt nguồn từ các hoạt động du kích của Kim Il Sung chống lại người Nhật trong những năm 1930. Trong thời gian này, Kim Il Sung tin rằng nền độc lập, chủ quyền và sự thịnh vượng của một quốc gia phụ thuộc vào sự tồn tại của một lực lượng chiến đấu được tổ chức và trang bị vũ khí tốt.
Chính sách "bốn tuyến quân sự" (사대군사노선; 四大軍事路線) do Kim Il Sung thực hiện vào năm 1962 là tiền thân của Songun. Chính sách này nhằm mục đích trang bị vũ khí cho toàn bộ dân chúng, củng cố nhà nước, giáo dục mọi binh lính trở thành cán bộ đảng và hiện đại hóa Quân đội Nhân dân.
Songun không xuất hiện như một chính sách chính thức của chính phủ cho đến sau cái chết của Kim Il Sung vào năm 1994. Sau chuyến thăm đầu tiên tới một đơn vị quân đội vào năm 1995, Kim Jong Il, con trai của Kim Il Sung, đã giới thiệu Songun là "một ý tưởng cách mạng coi trọng quân đội" và "một chính sách nhấn mạnh đến sự thống nhất hoàn hảo và sự thống nhất một lòng của đảng, quân đội và nhân dân, và vai trò của quân đội như những người tiên phong". Đây là sự thay đổi so với chính sách chủ đạo trước đây của chính phủ, Juche của Kim Il Sung. Theo chính phủ Bắc Triều Tiên, nguồn cảm hứng của Kim Jong Il cho Songun xuất phát từ chuyến thăm cùng cha mình đến trụ sở Sư đoàn Thiết giáp Cận vệ 105 Seoul ở Bình Nhưỡng vào ngày 25 tháng 8 năm 1960. 2Ngày 25 tháng 8 hiện là ngày lễ quốc gia, Ngày Songun.
Một bài xã luận năm 1997 đăng trên Rodong Sinmun, tờ báo chính thức của Đảng Lao động Triều Tiên, đã nêu rõ, "Chưa bao giờ vị thế và vai trò của Quân đội Nhân dân lại được nâng cao phi thường như ngày nay khi được Đồng chí Tổng tư lệnh đáng kính và yêu quý lãnh đạo một cách đầy năng lượng". Đến thời điểm này, Quân đội Nhân dân Triều Tiên cũng đã trở nên "đồng nghĩa với nhân dân, nhà nước và đảng".
Năm 1998, Songun bắt đầu xuất hiện cùng với các thuật ngữ khác, bao gồm "ý tưởng cách mạng tiên quân", "lãnh đạo cách mạng tiên quân" và "tiên quân chính trị", mở rộng khái niệm Songun thành nhiều khía cạnh hơn nữa của chính quyền Triều Tiên.
Songun trở thành một khái niệm nổi bật hơn vào tháng 1 năm 1999, lần đầu tiên xuất hiện trong bài xã luận quan trọng Ngày đầu năm mới do tất cả các cơ quan thông tấn lớn của Triều Tiên cùng xuất bản. Bài xã luận gắn kết Songun với Kim Jong Il bằng cách tuyên bố rằng ông đã thực hành chế độ lãnh đạo tiên quân, "chế độ mà Quân đội Nhân dân đóng vai trò là lực lượng chính của cách mạng và sự thống nhất của quân đội và nhân dân giúp bảo vệ cũng như xây dựng chủ nghĩa xã hội". Trong các ấn phẩm tiếng nước ngoài, thuật ngữ được dịch là "tiên quân" đã thay thế cho Songun trong khoảng thời gian từ năm 1999 đến năm 2006, sau đó thuật ngữ tiếng Triều Tiên đã được sử dụng độc quyền.
Vào tháng 1 năm 2003, bài xã luận năm mới đã bổ sung hệ tư tưởng Tiên quân (Songun sasang) vào nhóm các khái niệm Tiên Quân. Vào tháng 12 năm 2003, "Các thuộc tính thiết yếu của Tiên Quân chính trị" đã được xuất bản như một tầm nhìn mới về động lực thúc đẩy cuộc cách mạng ở Triều Tiên gần như là cộng sản. Nó giao cho Quân đội Nhân dân Triều Tiên lực lượng chính của cuộc cách mạng. Đây là một vai trò mà ở các quốc gia cộng sản theo truyền thống được giao cho giai cấp vô sản, hoặc ở Trung Quốc cho giai cấp nông dân. Tuy nhiên, đối với Bắc Triều Tiên "chỉ có quân đội đáp ứng các tiêu chí về lòng trung thành, tinh thần cách mạng, sự gắn kết và tinh thần đồng đội". Tháng 1 năm 2004 chứng kiến sự gia tăng phạm vi của Songun khi nó được nhắc đến thường xuyên hơn bất kỳ từ nào khác trong bài xã luận năm mới và được sử dụng để mô tả mọi thứ từ chính trị đến bản thân Triều Tiên.
Songun tiếp tục mở rộng tầm quan trọng và thậm chí hiện nay còn được đưa vào thảo luận về ý thức hệ thống nhất với Hàn Quốc. Báo chí Bắc Triều Tiên tuyên bố: "Tiên Quân Chính trị là sự bảo đảm sẽ đảm bảo thống nhất lại Tổ quốc". Bắc Triều Tiên cũng ghi nhận Songun đã bảo vệ hòa bình trên bán đảo và tuyên bố rằng đó là điều duy nhất ngăn cản Hoa Kỳ tấn công Bắc Triều Tiên. Songun đã trở thành một phần nội tại trong chính trị trong nước, chính sách đối ngoại và quá trình ra quyết định của Bắc Triều Tiên, tạo nên một vị trí bên cạnh Juche như một nguyên tắc chỉ đạo của nhà nước.
Theo hồi ký của tác giả Suki Kim về thời gian giảng dạy tại Đại học Khoa học và Công nghệ Bình Nhưỡng, có mười hai "Kỳ quan của Songun": Bình minh trên núi Paektu (nơi được cho là nơi sinh của Kim Jong Il); những cây thông mùa đông tại đồn gác Dabaksol (nơi Kim Jong Il được cho là đã phát động chính sách Songun); hoa đỗ quyên Cheollyeong (một ngọn đồi "tiền tuyến" nơi Kim Jong Il thường xuyên ghé thăm); quang cảnh buổi tối của núi Jangji gần sông Changja (nơi ẩn náu của một Kim Jong Il trẻ tuổi trong Chiến tranh Triều Tiên); âm thanh của thác Ullim trên những ngọn núi phía trên Munchon, tỉnh Kangwon (vì đó là âm thanh của một "Cường thịnh đại quốc"); đường chân trời tại Handurebol (đồng bằng Handure ở huyện Taechon) vì đây là địa điểm diễn ra cải cách ruộng đất của Kim Jong Il vào năm 1998 sau nạn đói; những cánh đồng hoa khoai tây rộng lớn của huyện Taehongdan (Kim Il Sung được cho là đã chiến đấu với quân Nhật ở đây và Kim Jong Il đã biến nơi này thành trang trại trồng khoai tây lớn nhất cả nước); khu vực xung quanh ngôi làng miền núi Beoman-ri ở huyện Sohung, tỉnh Hwanghae Bắc (Kim Jong Il đã xây dựng lại ngôi làng sau nạn đói và được coi là "niềm tự hào của một quốc gia cộng sản"); chương trình trồng đậu (hoặc hạt) mà Kim Jong Un khởi xướng để cung cấp lương thực cho quân đội; trang trại lúa lớn ở Migok, Sariwon; trang trại trái cây Taedonggang ở Bình Nhưỡng; và trang trại cá Ryongjung ở tỉnh Hwanghae Nam. Một "kỳ quan" thứ mười ba được cho là đã được tạo ra vào năm 2016 Chín địa điểm đầu tiên trong số này đã được chính quyền Triều Tiên quảng bá mạnh mẽ và đã trở thành điểm đến du lịch.